# Горни-Главанак
Горни-Главанак (болг. Горни Главанак) — село в Болгарии. Находится в Хасковской области, входит в общину Маджарово. Население составляет 51 человек.

## Политическая ситуация
Горни-Главанак подчиняется непосредственно общине и не имеет своего кмета.
Кмет (мэр) общины Маджарово — Милко Петков Армутлиев (Земледельческий народный союз (ЗНС)) по результатам выборов.